# James Glenn Beall
James Glenn Beall (ur. 5 czerwca 1894 we Frostburgu, Maryland, zm. 14 stycznia 1971 we Frostburgu, Maryland) – amerykański polityk, działacz Partii Republikańskiej. W latach 1943–1953 reprezentował stan Maryland w Izbie Reprezentantów Stanów Zjednoczonych. Później, w latach 1953–1965 zasiadał w Senacie Stanów Zjednoczonych.
Był ojcem Johna Glenna Bealla, który także zasiadał w Kongresie Stanów Zjednoczonych na tych samych stanowiskach, co jego ojciec.